# Jackie Fox
Jackie Fox, właśc. Jacqueline Fuchs (ur. 20 grudnia 1959 w Los Angeles) – amerykańska gitarzystka basowa, w latach 1975–1977 należała do zespołu The Runaways.

## Życiorys
Została odkryta przez Rodneya Bingenheimera w 1975 roku w The Starwood Club, gdy DJ pytał nastolatki, czy grają na instrumencie. Wkrótce Fox spotkała menedżera Kima Fowleya, który zaproponował jej granie w The Runaways. Ponieważ Jackie zgłosiła się jako gitarzystka prowadząca, ale była nią już Lita Ford, nastolatka zgodziła się grać na basie.
Fox nagrała z Runaways dwa albumy: Queens of Noise i Live In Japan. Mimo zaznaczenia jej udziału w nagrywaniu pierwszego albumu grupy, linie basowe na tym albumie zarejestrował wtedy Nigel Harrison, basista zespołu Blondie.
Pod koniec czerwca 1977, czyli daty koncertów Runaways w Japonii, Fox opuściła zespół. Powodem było zniszczenie przez technicznych grupy jej basu, białego 1965 Gibsona Thunderbird, do którego była bardzo przywiązana.
W 2018 roku wzięła udział w teleturnieju Va Banque!, w którym wygrała cztery gry i zgarnęła 87 089 USD.

## Dyskografia

### The Runaways
- The Runaways (1976)
- Queens of Noise (1977)
- Live in Japan (1977)